# Kanton Saint-Maximin-la-Sainte-Baume
Der Kanton Saint-Maximin-la-Sainte-Baume ist seit 1790 ein französischer Wahlkreis im Arrondissement Brignoles, im Département Var und in der Region Provence-Alpes-Côte d’Azur; sein Hauptort ist Saint-Maximin-la-Sainte-Baume.

## Gemeinden
Der Kanton besteht aus 19 Gemeinden mit insgesamt 53.044 Einwohnern (Stand: 1. Januar 2022) auf einer Gesamtfläche von 814,47 km²:
| Gemeinde                             | Einwohner 1. Januar 2022 | Fläche km² | Dichte Einw./km² | Code INSEE | Postleitzahl |
| ------------------------------------ | ------------------------ | ---------- | ---------------- | ---------- | ------------ |
| Artigues                             | 286                      | 31,85      | 9                | 83006      | 83560        |
| Barjols                              | 2.995                    | 30,06      | 100              | 83012      | 83670        |
| Bras                                 | 2.617                    | 34,93      | 75               | 83021      | 83149        |
| Brue-Auriac                          | 1.456                    | 36,73      | 40               | 83025      | 83119        |
| Châteauvert                          | 144                      | 27,52      | 5                | 83039      | 83670        |
| Esparron                             | 370                      | 30,04      | 12               | 83052      | 83560        |
| Ginasservis                          | 2.036                    | 37,47      | 54               | 83066      | 83560        |
| La Verdière                          | 1.674                    | 68,16      | 25               | 83146      | 83560        |
| Ollières                             | 638                      | 39,66      | 16               | 83089      | 83470        |
| Pontevès                             | 764                      | 41,07      | 19               | 83095      | 83670        |
| Pourcieux                            | 1.564                    | 21,23      | 74               | 83096      | 83470        |
| Pourrières                           | 5.620                    | 56,32      | 100              | 83097      | 83910        |
| Rians                                | 4.245                    | 96,87      | 44               | 83104      | 83560        |
| Saint-Julien                         | 2.399                    | 75,88      | 32               | 83113      | 83560        |
| Saint-Martin-de-Pallières            | 271                      | 26,33      | 10               | 83114      | 83560        |
| Saint-Maximin-la-Sainte-Baume        | 17.691                   | 64,13      | 276              | 83116      | 83470        |
| Seillons-Source-d’Argens             | 2.717                    | 25,11      | 108              | 83125      | 83470        |
| Varages                              | 1.170                    | 35,11      | 33               | 83145      | 83670        |
| Vinon-sur-Verdon                     | 4.387                    | 36,00      | 122              | 83150      | 83560        |
| Kanton Saint-Maximin-la-Sainte-Baume | 53.044                   | 814,47     | 65               | 8313       | –            |

Bis zur Neuordnung gehörten zum Kanton Saint-Maximin-la-Sainte-Baume die acht Gemeinden Nans-les-Pins, Ollières, Plan-d’Aups-Sainte-Baume, Pourcieux, Pourrières, Rougiers, Saint-Maximin-la-Sainte-Baume und Saint-Zacharie. Sein Zuschnitt entsprach einer Fläche von 301,79 km2. Er besaß vor 2015 einen anderen INSEE-Code als heute, nämlich 8321.